# San Giuseppe (Treviso)
San Giuseppe è una località del comune di Treviso di circa 5 500 abitanti a ovest del centro storico.
Posta lungo la Strada statale 515 Noalese, che da Treviso conduce a Padova, è ormai del tutto inglobata nel tessuto urbano di Treviso, seppure divisa dal centro vero e proprio dalla ferrovia per Vicenza.

## Storia
Antico priorato di epoca medievale, diventa parrocchia solo a partire dal XIX secolo. Il parroco tuttora mantiene il titolo di priore, nonostante quanto rimaneva del convento sia stato demolito nella prima metà del XX secolo per realizzare l'attuale cavalcavia che scavalca la ferrovia e conduce al centro verso l'Area Appiani, Porta Santi Quaranta e viale della Repubblica (conosciuto anche come Strada Ovest).